# Generał Zod
Generał Zod (ang. General Zod; pełne nazwisko Dru-Zod) – fikcyjna postać (złoczyńca) znana z różnych serii komiksowych o przygodach Supermana, wydawanych przez DC Comics. Został stworzony przez Roberta Bernsteina i George’a Pappa, pierwszy raz pojawił się w Adventure Comics vol. 1 #283 (kwiecień 1961). Generał Dru-Zod jest despotycznym wyższym dowódcą z planety Krypton, dążącym niegdyś do przejęcia władzy na rodzimej planecie. Za swoje zbrodnie został zesłany do Strefy Widmo (Phantom Zone). Jako przedstawiciel rasy kryptońskiej, na Ziemi dysponuje takimi samymi mocami jak Superman. Na przestrzeni lat postać ta ulegała licznym zmianom, zajmując w hierarchii antagonistów Supermana nadrzędną pozycję. Częstą współpracują z nim inni kryptońscy kryminaliści.
Generał Zod poza komiksem pojawiał się również w licznych serialach animowanych, filmach fabularnych i grach komputerowych bazujących na komiksach o przygodach Supermana. Pierwszy raz postać ta zawitała na dużym ekranie w filmach Superman (Superman: The Movie) z 1978 roku, w reżyserii Richarda Donnera, a następnie w Superman II (Superman II) z 1980 roku, w reżyserii Richarda Lestera. Wówczas w tę postać wcielił się brytyjski aktor Terence Stamp. W serialu telewizyjnym Tajemnice Smallville (Smallville) postać Zoda zagrał Callum Blue. W najnowszej odsłonie przygód Supermana, pod tytułem Człowiek ze stali (Man of Steel) z 2013 roku, w reżyserii Zacka Snydera, w rolę Zoda wcielił się amerykański aktor Michael Shannon.
W zestawieniu „100 największych złoczyńców wszech czasów” portalu internetowego IGN, generał Zod zajął 30. miejsce.

## Opis postaci

### Srebrna i brązowa era komiksu (lata 50.–80.)
Zod pierwszy raz pojawił się w historii The Phantom Superboy z komiksu Adventure Comics vol. 1 #283 (kwiecień 1961). Jego historia została opowiedziana w formie retrospekcji. W czasie kryzysu jaki nastał po przerwaniu kryptońskiego programu kosmicznego (następstwem było zniszczenie jednego z księżyców planety przez szalonego naukowca – Jax-Ura), generał Zod próbował przejąć władzę na Kryptonie za pomocą urządzenia, które tworzyło klony podobne do innego wroga Supermana – Bizarro. Został on później schwytany i skazany za swoje zbrodnie na 40 lat w Strefie Widmo (Phantom Zone), czyli innym wymiarze, służącym kryptoniańskim władzom jako więzienie dla najniebezpieczniejszych kryminalistów. Oprócz niego w Strefie Widmo przebywali m.in. wspomniany wyżej Jax-Ur, szalony lekarz, przeprowadzający niegdyś nielegalne eksperymenty na rodakach – doktor Xadu, mizoandryczna morderczyni – Faora Hu-Ul i inni. W końcu odzyskał wolność za sprawą Superboya. Uzyskawszy identyczne moce co Kal-El, postanowił podbić Ziemię, został jednak ponownie uwięziony przez nastoletniego bohatera. Wielokrotnie udawało się mu uciec ze Strefy Widmo i próbować zemścić się na synu Jor-Ela.

### Komiksy poKryzysie na Nieskończonych Ziemiach(lata 80.–2011)
Po wydarzeniach z crossoveru zatytułowany Kryzys na Nieskończonych Ziemiach (Crisis on Infinite Earths) i restartu uniwersum DC, pojawiła się kilka wersji tej postaci. Pierwsza pojawiła się w formie retrospekcji w historii Parallel Lives Meet at Infinity z komiksu Adventures of Superman vol. 1 #444 (wrzesień 1988 roku). Ówczesna wersja opierała się na przed-kryzysowym oryginale i została stworzona przez złoczyńcę Time Trappera w tzw. „kieszonkowym uniwersum” (pocket dimension). Wraz ze swoimi kompanami – Quex-Ul'em i Faora'om zdewastowali Ziemię z wymiaru po śmierci tamtejszego Superboya. Dopiero trójka złoczyńców została powstrzymana przez Supermana z głównego uniwersum, który pozbawił ich życia za pomocą zielonego kryptonitu.
W historii Return to Krypton (która ukazała się w magazynach Superman vol. 2 #167, Adventures of Superman vol. 1 #589, Man of Steel vol. 1 #111 i Action Comics vol. 1 #776) z 2001 roku, w sztucznym rzeczywistości stworzonej przez Brainiaca 13, Zod był dowódcą wojskowym z tamtejszej wersji planety Krypton. Tak jak w srebrnej erze komiksu, ten Zod objawiał swoje faszystowskie poglądy. Ostatecznie został pokonany przez Supermana i Jor-El'a z tamtego wymiaru.
Następna wersją Zoda był Rosjanin o nazwisku Avruiskin z Pokolistanu (debiut w Action Comics vol. 1 #779), który jako dziecko w wyniku eksperymentu przeprowadzanego w laboratorium KGB, zyskał moce podobne do Supermana. Jednak w przeciwieństwie do swojego oryginału i Supermana, Avruiskin czerpał moc z czerwonego słońca, zaś tracił ją w promieniach żółtego słońca. Był dyktatorem fikcyjnej, byłej republiki ZSRR o nazwie Pokolistan (zlokalizowanej na pograniczu Czech, Niemiec i Polski). Nosił czerwoną zbroję, chroniąca go przed promieniami żółtego światła słonecznego. Zod planował przemienić ziemskie żółte Słońce na czerwone – co spowodowałoby uzyskanie mocy bez konieczności noszenia swojej zbroi. Mimo iż na początku jego plan się powiódł, to jednak dzięki interwencji Lex'a Luthora, Supermanowi udało się go pokonać. Avruiskin ostatecznie zginął w desperackim ataku na Supermana.
Najnowsze wersja Zoda została stworzona przez Geoffa Johnsa, Richarda Donnera i Adama Kuberta i bazuje na oryginale ze srebrnej ery, oraz filmie Superman (Superman: The Movie). Kiedy Jor-El odkrył, że Krypton jest skazany na zagładę, Zod wraz z podległą mu oficer – Ursą i byłym naukowcem – Nonem, próbowali dokonać przewrotu, jednak zostali schwytani i skazani na zasłanie do Strefy Widmo. Jor-El został wówczas ich strażnikiem. W historii Superman: Last Son (składających się z numerów Action Comics vol. 1 #844-845, #846, #851 i Action Comics Annual vol. 1 #11), Generał Zod, wraz ze swoimi dwoma podkomendnymi, poszukiwał na Ziemi swojego syna – Lor-Zod, który został później zaadoptowany przez Clarka i Lois i był wychowywany jako Christopher Kent. W Superman: New Krypton, Superman utworzył dla swoich rodaków z zabutelkowanego przez Brainiaca miasta Kandor, nową planetę – Nowy Krypton i przeniósł ją naprzeciwko Ziemi, pod drugiej stronie Słońca. Na nowej ojczyźnie matka Kary Zor-El, Alura wypuściła Zoda ze Strefy Widmo, aby ten pomógł jej w rządzeniu planetą. Zod przejął wówczas dowództwo nad Gildią Wojskową (siłami obronnymi Nowego Kryptonu). Do tej formacji zbrojnej powołany został nawet Superman, w stopniu komandora. Mimo iż bohaterowi przyszło służył pod rozkazami Zoda, pozostał nieufny wobec swojego zwierzchnika. W czasie wydarzeń z Superman: World of New Krypton generał stał się ofiara zamachu przeprowadzonego przez Kryptonianina o nazwisku Ral-Dar. Mimo odniesionych ran udało mu się przeżyć. W historii Last Stand of New Krypton, która opowiada o odparciu ataku Brainiaca na Nowy Krypton, lekkomyślne działania Zoda jedynie przyczyniły się do spowodowania większych zniszczeń na planecie. Pod jej koniec Zod wypowiada wojnę Ziemi, co było podstawą fabuły kolejnej historii – War of the Supermen. W czasie ataku sił Zoda, przetrzymywany na Nowym Kryptonie złoczyńca Reactron, wysadził się w powietrze niszcząc planetę, zabijając przy tym jej mieszkańców. Następnie Luthor i wojsko USA wykorzystało na krótko moc czerwone słońca, co wystarczyło by zabić część przebywających w kosmosie Kryptonian. Historia kończy się bitwą Supermana z Zodem, po której fanatyczny generał zostaje ponownie uwięziony w Strefie Widmo.

### New 52(od 2011)
Następny restart uniwersum DC miał miejsce po zakończeniu wydarzeń z crossoveru Flashpoint i po raz kolejny historia wszystkich rezydentów mainstreamowego uniwersum (w tym generała Zoda) zostaje opowiedziana od nowa. W komiksie Action Comics vol. 2 #23.2: Zod przedstawiono nową genezę postaci. Rodzice Dru-Zoda byli naukowcami, badającymi faunę planety na jej najdzikszych regionach. Kiedy dzikie zwierzęta zaatakowały jego rodzinę, tylko Zodowi udaje się przeżyć (pod koniec historii wyszła na jaw bezwzględna natura młodego Zoda, który zdolny był uczynić z własne ojca przynętę, aby tylko móc uciec drapieżnikom). Po ponad roku życia w dziczy jako dzikie dziecko, zostaje odnaleziony przez Jor-Ela i jego starszego brata – Zor-Ela. Po osiągnięciu pełnoletności stał się najlepszym żołnierzem na Kryptonie, aż w końcu został awansowany na generała. Kazał on w tajemnicy wdrożyć program hodowli istot podobnych do rasy kosmitów o nazwie Char i pozwolić by napadały one na siedliska Kryptonian. W ten sposób zyskał pretekst do wypowiedzeniu wojny rasie Char. Jor-El jednak wykrył spisek Zoda i oddał go w ręce władz, które za tę prowokację zesłany generała do Strefy Widmo.

## Moce i umiejętności
Dru-Zod, podobnie jak inni Kryptonianie, w swoim naturalnym środowisku jakim była planeta Krypton nie posiadał żadnych nadprzyrodzonych mocy. Unikalna fizjologią rasy kryptońskiej sprawiła jednak, że w wyniku napromieniowania energią żółtego słońca, zyskał takie same moce jakie posiada Superman m.in.: nadludzką siłę, nadludzką kondycję, szybkość, latanie, niezniszczalność, nadludzki oddech (w tym oddech zamrażający), wzrok termiczny, oraz wyostrzone zmysły wzroku, słuchu i węchu. Poza tym Dru-Zod jest uzdolnionym przywódcą wojskowym, umiejącym zarówno walczyć na gołe pieści jak także posługiwać się bronią i ekwipunkiem Gildii Wojskowej.
Jego słabościami (tak jak innych Kryptonian) są: promieniowanie kryptonitu, blask czerwonego słońca, magia i niemożność widzenia przez przedmioty, które wykonane są z ołowiu.

## Wersje alternatywne
Generał Zod pojawił się niektórych komiksach z serii Elseworlds oraz innych niekanonicznych historiach, która przedstawiają znanych bohaterów uniwersum DC w zupełnie innych realiach i czasach, m.in.:
- W serii komiksów Countdown pojawia się alternatywna (bohaterska) wersja Generała Zoda z Ziemi-15, będąca wcieleniem Supermana w tym uniwersum. Został on zabity przez złowrogiego Supermana-Prime'a.
- W serii JSA: The Liberty File, osadzonej w realiach Ziemi-40, w ogóle nie przypominał swojej mainstreamowej wersji. Już w czasie dzieciństwa spędzonego na Kryptonie, wykazywał on socjopatyczne zapędy. Stworzył wówczas dla zabawy śmiertelny wirus. Jako pierwsze w historii dziecko, został zesłany do Strefy Widmo, aż odzyskał wolność za sprawą Amerykanom. Był wychowywany pod nazwiskiem Clark Kent, udając niegroźne dziecko. W końcu gdy dorósł, stał się złoczyńcą o pseudonimie „Super-Man”.

## W innych mediach

### Seriale i filmy aktorskie

#### Superman(film z 1978) iSuperman II(film z 1980)
W filmach Superman (Superman: The Movie) z 1978 roku, w reżyserii Richarda Donnera, w Superman II (Superman II) z 1980 roku, w reżyserii Richarda Lestera i wersji reżyserskiej drugiego filmu (Superman II: The Richard Donner Cut) wydanej w 2006 roku, w rolę generała Zoda wcielił się brytyjski aktor Terence Stamp. Pierwszy raz na krótko pojawił się w scenie otwarcia pierwszego filmu. Pełny występ zaliczył dopiero w sequelu, gdzie pełnił rolę głównego antagonisty. Przedstawiona w tych filmach postać generała Zoda charakteryzowała się duża arogancją i władczością. Z drugiego filmu pochodzi słynny cytat „Kneel before Zod”, który przeszedł do kanonu popkultury.
Na początku pierwszego i drugiego filmu została przedstawiona scena procesu generała i dwóch jego zwolenników: Ursy (Sarah Douglas) i Nona (Jack O’Halloran). W tej scenie wypomina się, że Zod był wojskowym, któremu powierzono obronę planety, jednakże jego arogancja skłoniła go do zawiązania spisku, mającego na celu obielenie kryptońskiej rady i wprowadzenia własnych rządów. Przed wymierzeniem kary próbował jeszcze przeciągnąć na swoją stronę Jor-Ela (Marlon Brando), na co ten nie przystał. W odpowiedzi Zod poprzysiągł, że pewnego dnia on, albo jego potomek oddadzą pokłon generałowi. Trójka kryminalistów została ostatecznie osadzona w Strefie Widmo (w filmie została ona przedstawiona jako gigantyczne lustro dryfujące w przestrzeni kosmicznej). Przez lata trójka Kryptonian przemierzała kosmos. W końcu wolność odzyskali za sprawą eksplozji bomby nuklearnej. Kiedy odkryli, że żółte słońce daje im nadprzyrodzone moce, ruszyli w kierunku Ziemi. Zod i jego kompani postanowili wykorzystać nowo nabyte moce do podboju planety. Po rozprawieniu się z wojskiem USA, zajęli Biały Dom, czyniąc z niego swoją siedzibę. Chciwy Lex Luthor (Gene Hackman), chcąc zyskać na zaistniałej sytuacji, postanowił pomóc Zodowi w dokonaniu zemsty na dorosłym już synu Jor-Ela (Christopher Reeve). Zdradził on generałowi, że „słabym punktem” Supermana jest jego przywiązanie do Lois Lane (Margot Kidder), a także podał położenie Fortecy Supermana. Kiedy złoczyńcy zaatakowali redakcję Daily Planet, na miejsce zjawił się Superman, co doprowadziło do zaciętej konfrontacji nadludzi, podczas której zostało poważnie zniszczone Metropolis. Ostatecznie Supermana zwabił Zoda, Ursę i Nona do swojej Fortecy Samotności, gdzie przeprogramował komorę generującą promienie czerwonej gwiazdy w taki sposób, aby jej działanie pozbawiło mocy jego wrogów, a nie jego samego. Podstęp się powiódł i Zod oraz pozostali złoczyńcy zginęli w rozpadlinach Fortecy.

#### Tajemnice Smallville
W serialu telewizyjnym Tajemnice Smallville (Smallville) emitowanym w stacji The CW w latach 2001–2011, w postać generała Zoda wcielił się aktor Callum Blue.

#### Człowiek ze stali(film z 2013)
W filmie Zacka Snydera Człowiek ze stali (Man of Steel) generała Zoda zagrał Michael Shannon. W wywiadzie dla portalu I Am Rogue, aktor opisał graną siebie postać jako patriotę: „(...)W Stanach Zjednoczonych mamy wielu generałów. Są oni zdolni do wielkiej przemocy i zniszczeń, ale zazwyczaj robią to w imię patriotycznych pobudek. Zod jest patriotą tak samo jak był nim generał Patton(...)”. Na planie aktor nosił kombinezon do motion-capture. Kandydatami do roli Zoda byli również Viggo Mortensen i Daniel Day-Lewis.
Generał Dru-Zod był dowódcą sił zbrojnych planety Krypton. Wraz z grupą swoich zwolenników próbował dokonać przewrotu wojskowego i obalić najwyższa radę. Mimo starań przeciągnięcia na swoją stronę wpływowego naukowca Jor-Ela (Russell Crowe), ten postanowił stawić opór buntownikom i ukraść Kodeks – starożytny artefakt, służący genetycznemu tworzeniu następnych pokoleń Kryptonian. Po dotarciu do siedziby Jor-Ela, Zod odkrył, że syn jego przeciwnika (o imieniu Kal) urodził się w naturalny sposób (co było na Kryptonie nielegalne). Z wściekłości generał zabił Jor-Ela, jednakże przed śmiercią naukowiec zdołał wysłać swojego syna na Ziemię. W końcu buntownicy zostali pojmani przez wojska wierne radzie. Wszyscy uczestnicy puczu stanęli przed sądem i zostali osadzeni na kosmicznym statku więziennym Czarne Zero, który zawiózł ich do znajdującej się na orbicie Kryptonu Strefy Widmo. Po zniszczeniu planety Zod i jego kompani wydostali się ze Strefy i na pokładzie Czarne Zero zaczęli przemierzać kosmos w poszukiwaniu Kal-Ela. Na jednej z opuszczonych kolonii Kryptonian odnaleźli urządzenie służące do terraformacji planet. W końcu po upływie trzydziestu trzech lat udało się im przechwycić sygnał z pradawnego statku zwiadowczego, który został odnaleziony na Arktyce przez Clarka Kenta (Henry Cavill). Przybywszy na Ziemię, generał wysunął żądanie wydania Kal-Ela. Z obawy przed represjami, jakie mogłyby spaść na ludzi, Clark postanowił oddać się w ręce armii USA, a następnie Zoda. Na statku Zod wyjawia Clarkowi swój ludobójczy plan przemiany Ziemi w nowy Krypton. W ten sposób planeta stałaby się nowym domem dla rasy kryptońskiej, która to miała zostać odrestaurowana za pomocą Kodeksu. Jednak syn Jor-Ela odmawia współpracy, przez co Zod postanawia odszukać Kodeks na farmie Kentów. Dzięki pomocy Lois Lane (Amy Adams) i sztucznej świadomości Jor-Ela, Clarkowi udaje się uciec ze statku i odszukać generała, w chwili, gdy ten groził jego przybranej matce (Diane Lane). Wówczas doszło do pierwszego ich pojedynku. Po uszkodzeniu hełmu, wszystkie zmysły Zoda drastycznie się wyostrzyły, przez co kosmita był niezdolny do dalszej walki, którą kontynuowali za niego Faora (Antje Traue) i potężny Nam-Ek. Po walce w Smallville, Zod wydał rozkaz terraformacji Ziemi w nowy Krypton. Kiedy Czarne Zero atakuje Metropolis, główne urządzenie zostaje zrzucone na Ocean Indyjski. W tym samym czasie Zod dowiaduje się, że Jor-El ukrył Kodeks w ciele swojego syna. Złoczyńca odnajduje starożytny stek zwiadowczy, w którym wdaje się w rozmowę ze sztuczną świadomością Jor-Ela, po czym ją wyłącza i wyrusza do Metropolis. Clark (nazywany odtąd Supermanem), oraz wojsko USA postanawiają nie dopuścić do zagłady planety. Wpierw Superman niszczy urządzenie na Oceanie Indyjskim, zaś armia przy pomocy zmodyfikowanego napędu widmowego ze statku Kal-Ela, tworzy zjawisko podobne do czarnej dziury, które wsysa statek Czarne Zero i wszystkich znajdujących się na jego pokładzie Kryptonian. Nie mogąc pogodzić się ze swoją porażka, Zod atakuje Supermana. Walka obydwu Kryptonian ciągnie się, czyniąc ogromne zniszczenia. W końcu, kiedy szala zwycięstwa przechyla się na stronę Supermana, obaj lądują na dworcu, gdzie w akcie desperacji Zod próbował zabić swoimi wzrokiem termicznym przebywająca tam rodzinę. Nie widząc innego rozwiązania Clark zabija złoczyńcę, skręcając mu kark.

### Seriale i filmy animowane

#### Wczesne animacje
- W serialu animowanym Super Friends pojawia się w odcinku The Evil From Krypton z 1981 postać Zy-Kree'a, przypominająca kreację Richarda Lestera z filmu Superman II.
- W serialu animowanym Superman (Ruby Spears Superman) z 1988 roku, Zod pojawia się w odcinku The Hunter. Głosu użyczył mu René Auberjonois.

#### Legion of Super-Heroes
- W serialu animowanym Legion of Super-Heroes z lat 2006–2008, W odcinku Phantoms pojawia się Zod oraz jego syn – Drax.

#### Liga Sprawiedliwych: Bogowie i potwory
W filmie Liga Sprawiedliwych: Bogowie i potwory generał Zod zaliczył co prawda krótki, ale bardzo ważny epizod. W wyniku którego stał się ojcem Supermena.

### Gry komputerowe
Generał Zod pojawił się w następujących grach komputerowych:
- W Superman z 1988 roku na platformę NES.
- W DC Universe Online z 2011 roku na platformy: PlayStation 3 i Microsoft Windows.
- W Lego Batman 2: DC Super Heroes z 2012 roku na platformy: Nintendo DS, Nintendo 3DS, PlayStation 3, PlayStation Portable, Wii, Wii U, Xbox 360, OS X, Microsoft Windows i iOS.
- W Man of Steel z 2013 roku na platformy: iOS i Android.
- W Injustice: Gods Among Us z 2013 roku na platformy: PlayStation 3, Xbox 360 i Wii U.